# ببز (اکلاهما)
ببز (به انگلیسی: Babbs) یک منطقهٔ مسکونی در ایالات متحده آمریکا است که در شهرستان کیووا، اکلاهما واقع شده‌است. ببز Th نفر جمعیت دارد.